# Linia kolejowa nr 299
Linia kolejowa nr 299 – linia łącząca stację Kamienna Góra ze stacją Lubawka i z przejściem granicznym Lubawka/Královec (PL/CS).

## Charakterystyka techniczna
- Kategoria linii: pierwszorzędna
- Klasa linii:
  - C3 na całej długości
- Liczba torów[2]:
  - jednotorowa na odcinkach:
    - na całej długości
- Sposób wykorzystania: czynna
- Elektryfikacja: do roku 1945, obecnie brak
- Szerokość toru: normalnotorowa
- Przeznaczenie linii: sezonowy ruch pasażerski, towarowa

| odcinek linii | odcinek linii | pociągi pasażerskie | szynobusy | pociągi towarowe |
| km pocz.      | km końcowy    | pociągi pasażerskie | szynobusy | pociągi towarowe |
| 0,306         | 12,794        | 60                  | 60        | 50               |

## Historia
29 grudnia 1869 roku otwarto wraz z odcinkiem do Sędzisławia linię kolejową z Kamiennej Góry do Lubawki. 29 grudnia 1875 powołano południowo-północne koleje niemieckie na transgranicznej trasie z Josefstadt (obecnie Jaroměř), które umożliwiało przejazd pociągów między Śląskiem a Czechami. Jeszcze przed II wojną światową rozpoczęto przygotowania do elektryfikacji linii do stacji Lubawka. Elektryfikację ukończono 17 sierpnia 1921.
Po II wojnie światowej Śląsk znalazł się pod administracją polską i linia przeszła na własność Polskich Kolei Państwowych PKP. Po usunięciu uszkodzeń dostawy energii mogłyby być wznowione w lecie 1945 roku. W 1945 zdemontowano sieć trakcyjną w ramach reparacji dla Związku Radzieckiego. 30 kwietnia 2004 zamknięto linię dla ruchu pasażerskiego.

## Ruch pociągów
Od 2008 roku w okresie letnim uruchamiane są rokrocznie weekendowe pociągi osobowe z Jeleniej Góry do Trutnova, w zależności od roku wydłużane do Lwówek Śląski, Svoboda nad Upou, Wrocław Główny
Pociągi transgraniczne uruchomiono 5 lipca 2008 r. W latach 2008–2012 operatorem połączeń po stronie polskiej była spółka Przewozy Regionalne, od 2013 r. są nim Koleje Dolnośląskie. Po stronie czeskiej pociągi obsługuje GW Train Regio.
Deklarowany czas przejazdu na tym odcinku o dystansie 13 km przedstawia się wg rozkładu jazdy 2009/2010 następująco (międzynarodowy pociąg regio nr 25401 z Jeleniej Góry do Trutnova):

| Stacja        | Odjazd | Czas postoju | Czas podróży |
| ------------- | ------ | ------------ | ------------ |
| Kamienna Góra | 8:26   | –            | 0            |
| Błażkowa      | 8:33   | 1 min        | 7 min        |
| Lubawka       | 8:39   | 0,5 min      | 14 min       |
| Královec      | 8:46   | –            | 20 min       |

Z dniem 9 grudnia 2018 r. zostało przywrócone codzienne kursowanie pociągów pasażerskich na odcinku Sędzisław – Kralovec (- Trutnov hl. n.)
Według stanu na grudzień 2018 roku połączenia obsługuje GW Train Regio na zlecenie spółki Koleje Dolnośląskie. W pociągach obowiązuje taryfa KD.